# Stadt- und Gemeindetypen (Deutschland)
Stadt- und Gemeindetypen sind Kategorien zur Unterscheidung zwischen verschiedenen Typen von Städten und Gemeinden anhand ihrer Einwohnerzahl und ihrer Bedeutung für die jeweilige Region. Sie sind für Deutschland vom Bundesamt für Bauwesen und Raumordnung wie folgt definiert:
Landgemeinde, früher auch Landstadt
Städte und Gemeinden unter 5.000 Einwohner
Kleinstadt
ab 5.000 Einwohner oder Orte mit grundzentraler Funktion: kleine Kleinstadt
ab 10.000 Einwohner: große Kleinstadt
Mittelstadt
ab 20.000 Einwohner: kleine Mittelstadt
ab 50.000 Einwohner: große Mittelstadt
Eine Mittelstadt ist meistens ein Mittelzentrum, kann aber auch ein Oberzentrum sein.
Großstadt
ab 100.000 Einwohner: kleinere Großstadt
ab 500.000 Einwohner: große Großstadt
Eine Großstadt ist in der Regel ein Oberzentrum, mindestens aber ein Mittelzentrum.

## Weblink
- Stadt- und Gemeindetypen auf der Website des BBSR. Abgerufen am 20. November 2020.